# Inowłódz
Inowłódz est une localité polonaise, siège de la gmina d'Inowłódz, située dans le powiat de Tomaszów Mazowiecki en voïvodie de Łódź.